# Estadio Miguel Grau (Piura)
Het Estadio Miguel Grau is een multifunctioneel stadion in Piura, een stad in Peru. Het stadion wordt vooral gebruikt voor voetbalwedstrijden, de voetbalclub Atlético Grau maakt gebruik van dit stadion. In het stadion is plaats voor 23.550 toeschouwers. Het stadion werd geopend in 1958. Het is vernoemd naar Miguel Grau Seminario (1834–1879), een Peruviaans officier die actief was in de 'Battle of Angamos', tijdens de Salpeteroorlog.

## Internationale toernooien
Het stadion werd gerenoveerd in 2004 en kon daarna worden gebruikt voor wedstrijden op de Copa América 2004. Dat toernooi werd van 6 juli tot en met 25 juli in Peru gespeeld. In dit stadion waren 3 wedstrijden, twee in de groepsfase van het toernooi en de kwartfinale tussen Mexico en Brazilië (0–4).
| № | Datum        | Wedstrijd            | Uitslag | Toernooi                        | Toeschouwers |
| - | ------------ | -------------------- | ------- | ------------------------------- | ------------ |
| 1 | 13 juli 2004 | Mexico – Ecuador     | 2 – 1   | Copa América 2004 – groepsfase  | 25.000       |
| 2 | 13 juli 2004 | Argentinië – Uruguay | 4 – 2   | Copa América 2004 – groepsfase  | 19.865       |
| 3 | 18 juli 2004 | Mexico – Brazilië    | 0 – 4   | Copa América 2004 – kwartfinale | 22.000       |

Daarna werd het stadion gebruikt voor het Wereldkampioenschap voetbal onder 17 - 2005. Dat werd gehouden in Peru van 16 september tot en met 2 oktober 2005. Er werden 6 groepswedstrijden gespeeld en daarnaast ook nog de kwartfinale tussen Costa Rica en Mexico. Die wedstrijd eindigde in een 3–1 overwinning, na verlenging, voor de Mexicanen.